# Barbican de Whyte
Stactolaema whytii
Espèce
Statut de conservation UICN

 LC  : Préoccupation mineure
Le Barbican de Whyte (Stactolaema whytii) est une espèce d'oiseaux de la famille des Lybiidae, dont l'aire de répartition s'étend sur la Tanzanie, le Malawi, le Zimbabwe, le Mozambique et la Zambie.

## Liste des sous-espèces
- Stactolaema whytii angoniensis (Benson, 1964)
- Stactolaema whytii buttoni (C.M.N. White, 1945)
- Stactolaema whytii sowerbyi Sharpe, 1898
- Stactolaema whytii stresemanni (Grote, 1934)
- Stactolaema whytii terminata (Clancey, 1956)
- Stactolaema whytii whytii (Shelley, 1893)